# .ae
.ae је највиши Интернет домен државних кодова (ccTLD) за Уједињене Арапске Емирате. Администрира га Etisalat.

## Домени другог нивоа
Дозвољене су регистрације директно на другом нивоу, и то је главни разлог из ког комерцијалне организације и предузећа преферирају директну регистрацију имена домена у односу на регистрацију под катеогријом .co.ae, из тог разлога ова поткатегорија је у процесу укидања.
- - намењен је за предузећима, организацијама и физичким лицима;
- - намењен за Интернет провајдере;
- - намењен високошколским установама;
- - намењен удружењима и непрофитним организацијама;
- - намењен је државним и приватним школама;
- - намењен државним организацијама;
- - намењен војсци и војним организацијама;
- - намењен професионалној употреби;
- - намењен физичким лицима.